# Nevio De Zordo
Nevio De Zordo, né le 11 mars 1943 à Cibiana di Cadore et mort le 27 mars 2014, est un bobeur italien.

## Biographie
Aux Jeux olympiques d'hiver de 1972 organisés à Sapporo au Japon, Nevio De Zordo est médaillé d'argent en bob à quatre avec Adriano Frassinelli, Corrado dal Fabbro et Gianni Bonichon. Pendant sa carrière, il remporte également quatre médailles aux championnats du monde : l'or en bob à deux en 1969 et à quatre en 1970 ainsi que l'argent en bob à deux en 1967 et à quatre en 1965.
Nevio De Zordo vivait en Allemagne depuis que ses parents s'étaient installés à Cologne pour être glaciers quand il avait seize ans. Après sa carrière, il tenait un café près de l'université de Cologne.
Il est enterré au Melaten-Friedhof de Cologne.

## Palmarès

### Jeux Olympiques
- : médaillé d'argent en bob à 4 aux JO 1972.

### Championnats monde
- : médaillé d'or en bob à 2 aux championnats monde de 1969.
- : médaillé d'or en bob à 4 aux championnats monde de 1970.
- : médaillé d'argent en bob à 2 aux championnats monde de 1967.
- : médaillé d'argent en bob à 4 aux championnats monde de 1965.